# God of War II
God of War II – przygodowa gra akcji wyprodukowana i wydana przez Sony Computer Entertainment w 2007 roku. Ukazała się  w wersji na platformę PlayStation 2 oraz PlayStation 3.

## Fabuła
Akcja gry jest luźno oparta na mitologii greckiej i kontynuuje wydarzenia z gry God of War. Bohaterem gry jest Kratos, żołnierz spartański mszczący się na bogach za śmierć własnej rodziny.
Kratos po zabiciu Aresa został nowym bogiem wojny, jednak wciąż męczą go koszmary z przeszłości. Schodzi na ziemię (mimo ostrzeżeń bogini Ateny) aby pomóc spartanom opanować miasto Rodos. Zeus nie jest tym zadowolony i pod postacią orła zmniejsza go do rozmiarów śmiertelnika, a także podstępem go osłabia - zrzuca na ziemię Klingę Olimpu, do którego ma przelać swoją moc, a potem pokonać nim Kolosa Rodyjskiego ożywionego przez Zeusa. Kiedy Kratos go pokonuje jest na tyle osłabiony, że Zeus zabija go. Kratos trafia do Hadesu. Ukazuje mu się Gaja. Mówi mu o planie zabicia Zeusa. Kratos udaje się w wędrówkę do Sióstr Przeznaczenia - musi je zabić, aby móc cofnąć się w czasie i zabić Zeusa, a także odmienić swoje przeznaczenie.